# 松山市立湯山小学校
松山市立湯山小学校（まつやましりつゆやましょうがっこう）は、愛媛県松山市食場町にある公立小学校。

## 概要

### 周辺
- 国道317号線沿い。
- 向かいに仙波商店、坂本重機建設、菊ヶ森、素鵞神社、横谷調整池がある。
- 末町、道後台、湯の山住宅団地。

### 教育方針
ゆめに向かって、心豊かにたくましく生きる児童の育成。

### 服装
私服登校が可能。

### 中学校
- 松山市立湯山中学校

## 沿革
- 1874年（明治7年） - 食場尋常小学校として創立
- 1899年（明治32年） - 食場簡易小学校に改称
- 1912年（大正元年）[元号要検証] - 湯山第一尋常小学校に改称
- 1941年（昭和16年） - 湯山国民学校に改称
- 1947年（昭和22年） - 湯山小学校に改称
- 1959年（昭和34年） - 完全給食を実施、開校85周年記念式典を挙行
- 1974年（昭和49年） - 創立100周年記念式典。校訓碑を設立。
- 2003年（平成15年） - 創立130周年記念湯山っ子まつり